# Oscar van Zweden

Monogram voor Oscar van Zweden

Oscar Carl Olof (Solna, 2 maart 2016) (Zweeds: Oscar Carl Olof, Prins av Sverige, Hertig av Skåne) is een Zweedse prins.
Oscar is het tweede kind van de Zweedse kroonprinses Victoria en prins Daniel. Hij is het vierde kleinkind van de Zweedse koning Karel XVI Gustaaf. De prins draagt de titel Hertog van Skåne.
Zijn oudere zus is Estelle van Zweden.
Hij is derde in lijn voor de Zweedse troonopvolging, na zijn moeder en zus.
Op 27 mei 2016 werd de prins gedoopt. Zijn doopgetuigen zijn:
- Koning Frederik van Denemarken
- Kroonprinses Mette-Marit van Noorwegen
- Prinses Madeleine van Zweden
- Oscar Magnuson
- Hans Astrom

Oscar woont op Slot Haga, samen met zijn ouders.